# Hıdırellez

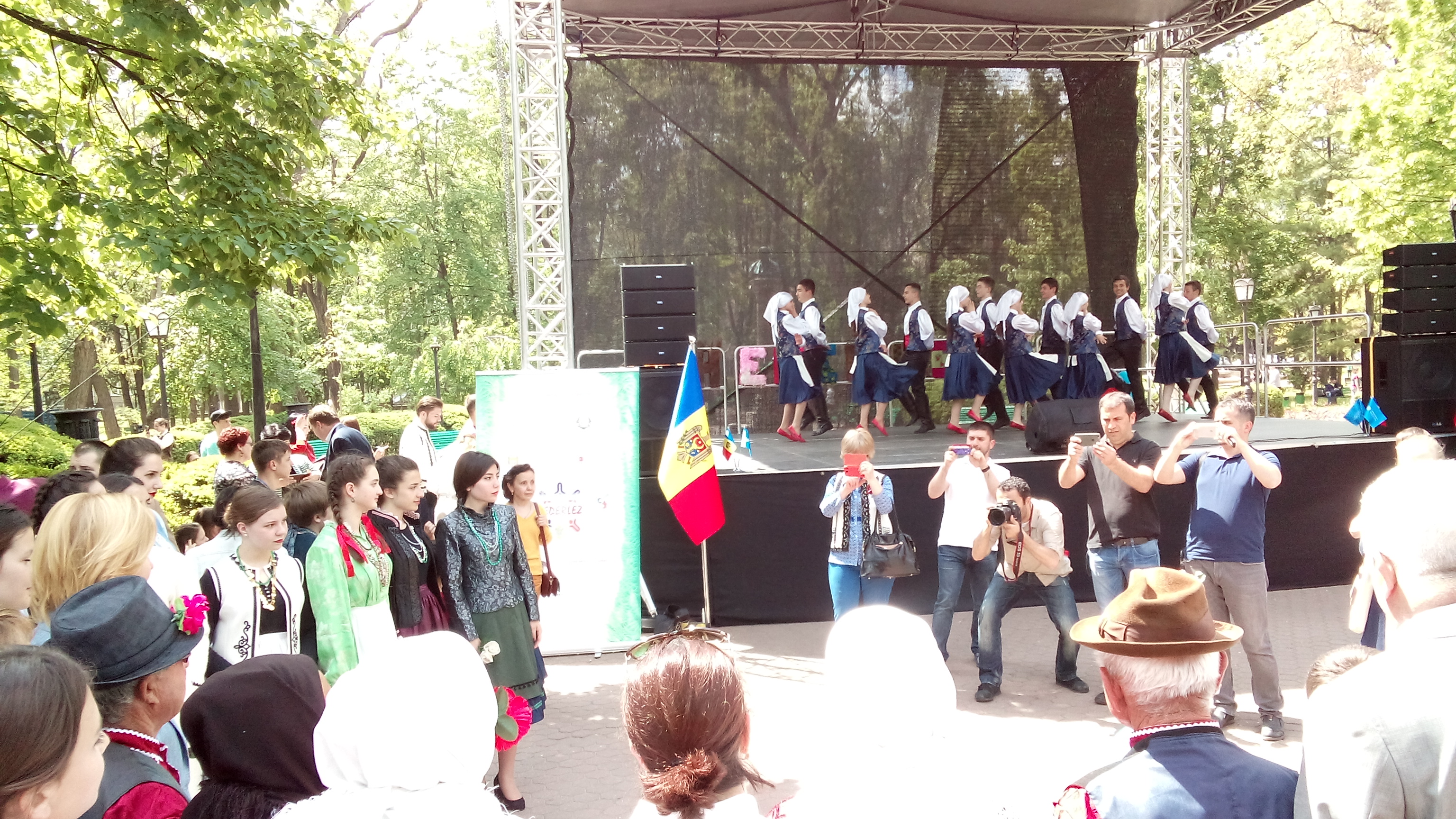
Danze per il giorno dell'Hıdrellez del 2017 a Chișinău, in Moldavia

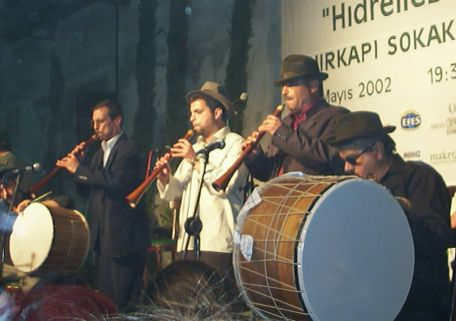
Musicisti con Zurna e Davul a una Festa dell'Hıdrellez a Istanbul

Hıdırellez o Hıdrellez (in turco Hıdırellez o Hıdrellez; in azero: Xıdır İlyas o Xıdır Nəbi; in tataro di Crimea: Hıdırlez; in lingua romaní: Ederlezi) è una festa popolare celebrata come il giorno in cui i profeti Al-Khidr (in turco Hızır) ed Elia (in turco İlyas) si incontrano sulla Terra.  Hıdırellez inizia la notte del 5 maggio e termina il 6 maggio nel calendario gregoriano e il 23 aprile (giorno di San Giorgio per i cristiani) nel calendario giuliano. Si celebra in Turchia, Crimea, Gagauzia, Siria, Iraq, Caucaso e Balcani e celebra l'arrivo della primavera.
Khidr (arabo: ٱلْخَضِر, trascritto: al-Khaḍir), anche trascritto come al-Khadir, Chidr, Khader, Khizr, al-Khidr, Khazer, Khadr, Khedher, Khizir e Khizar, è una figura descritta ma non menzionata per nome nel Corano come un giusto servitore di Dio in possesso di grande saggezza o conoscenza mistica. In varie tradizioni islamiche e non islamiche, Khidr è descritto come un messaggero, profeta, wali, schiavo o angelo che custodisce il mare, insegna conoscenze segrete e aiuta coloro che sono in difficoltà. Come angelo custode, figura in modo prominente come patrono del santo islamico Ibn Arabi. La figura di al-Khidr è stata sincretizzata. Nel 2017, è stata iscritta nelle liste del patrimonio culturale immateriale dell'UNESCO per la Macedonia del Nord e la Turchia. La festa di Hıdrellez non deve essere confusa con l'omonima festa di Chidir-Liyās, celebrata dagli yazidi a febbraio.

## Etimologia
Hıdırellez è considerata una delle più importanti festività stagionali (bayram) sia in Turchia che in alcune parti del Medio Oriente. Chiamata Giorno di Hızır (Ruz-ı Hızır) in Turchia, Hıdırellez è celebrata come il giorno in cui i profeti Hızır (Al-Khdir) e İlyas (Elia) si incontrarono sulla Terra. Le parole Hızır e İlyas si fusero per creare il termine attuale. Il giorno di Hıdırellez cade il 6 maggio nel calendario gregoriano e il 23 aprile nel calendario giuliano. In altri paesi, la giornata è stata principalmente associata ai culti pagani e a quelli di San Giorgio.

## Diffusione

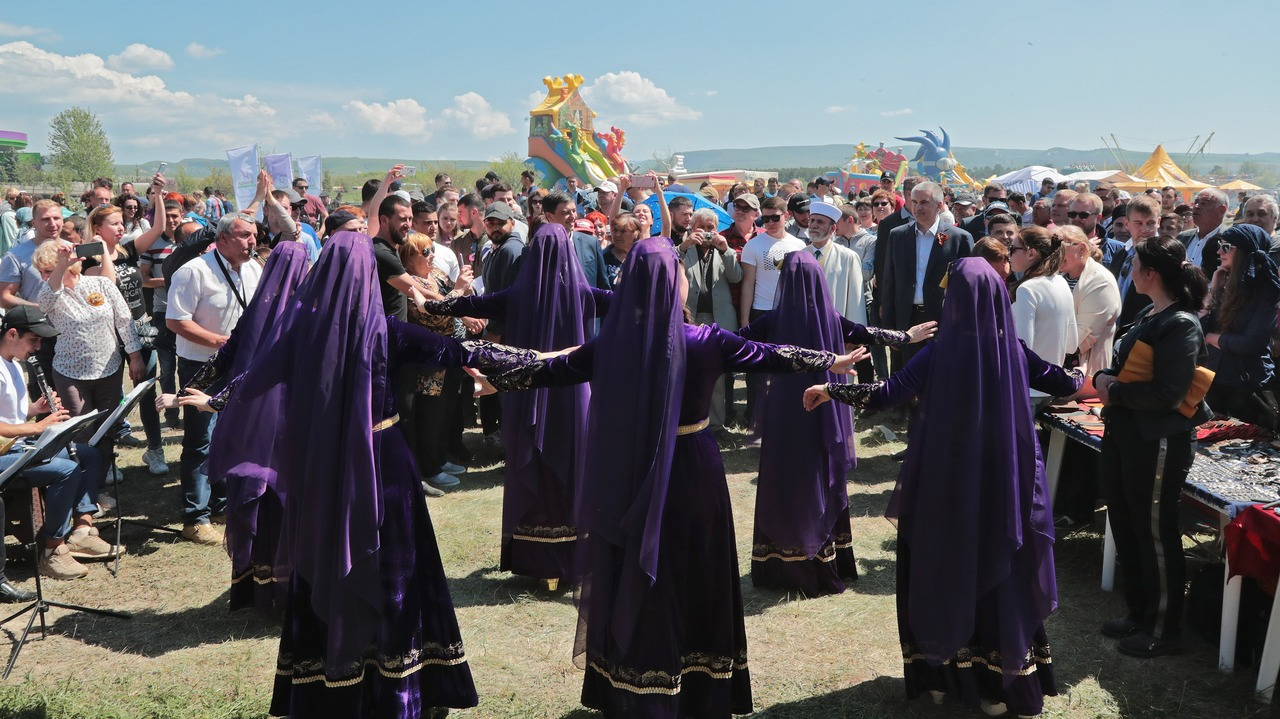
Celebrazioni dell'Hıdrellez in Crimea

In Turchia la festa è diffusa in tutta l'Anatolia. È celebrata sia dai turchi sunniti sia dai gruppi sciiti come gli aleviti e i tahtacı. La festa di Hıdrellez è popolare anche tra i tatari di Crimea in Ucraina e Dobrugia, tra i gagauzi nella Repubblica di Moldavia e tra i musulmani nella Macedonia del Nord e in Kosovo. Anche i Rom che vivono nella penisola balcanica celebrano la festa e la celebrano con il loro canto popolare Ederlezi. Mentre in Kosovo la festa viene celebrata nelle città e nei villaggi, in Anatolia è limitata alle aree rurali.
A causa dei movimenti migratori, il festival di Hıdrellez è arrivato anche nei paesi di lingua tedesca. Nel trattato statale del 2012 tra la città di Amburgo e la comunità alevita in Germania, è riconosciuta come una festa alevita.

## Significato della data
La data odierna della festa di Hıdrellez, che in molte regioni inizia la sera del 5 maggio, si trova all'incirca a metà del periodo compreso tra l'equinozio di primavera del 20/21 marzo e il solstizio d'estate del 21 giugno.

### Coincidenza con il giorno di San Giorgio
Prima dell'introduzione del calendario gregoriano in Turchia, la festa di Hıdrellez si celebrava il 23 aprile e corrisponde quindi al giorno di San Giorgio. La coincidenza dei due giorni era già stata notata dall'imperatore bizantino Giovanni VI Cantacuzeno (morto nel 1383): egli spiega in una delle sue opere apologetiche che San Giorgio "è venerato anche dai musulmani, sebbene lo chiamino Χετηρ ’Hλίαζ". Nelle Chiese ortodosse, che aderiscono ancora al calendario giuliano, la concordanza cronologica continua fino ad oggi.

### Hıdrellez come elemento di divisione dell'anno nel calendario popolare turco

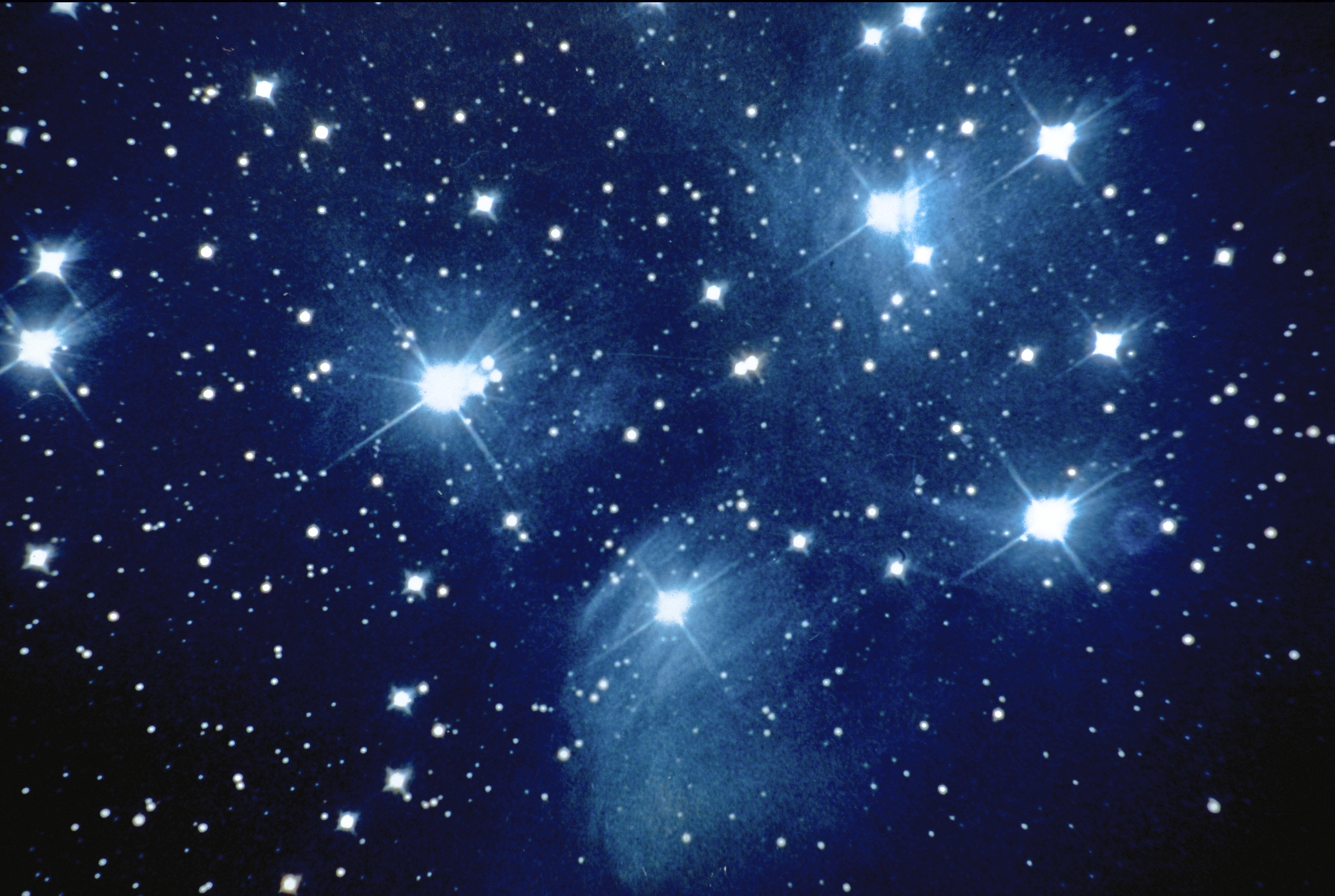
In molte culture, il primo punto di tramonto delle Pleiadi segnava l'inizio dell'estate ed è alla base del giorno di Hıdrellez.

Nel calendario popolare turco, il giorno di Hıdrellez è considerato l'inizio dell'estate, che si estendeva da questo giorno al 7 novembre (26 ottobre giuliano), il cosiddetto giorno di Kasım. Il mese di novembre è quindi chiamato anche Kasım in turco. La suddivisione dell'anno attraverso queste due date, il giorno di Chidr e il giorno di Kasım, può essere rintracciata molto indietro nel tempo grazie alle fonti archivistiche ottomane. Risale a un antico calendario popolare rintracciabile in varie culture e basato sulla levata e sul tramonto eliaco delle Pleiadi. Già nell'antichità, utilizzando le date dell'alba e del tramonto anticipati delle Pleiadi, l'anno veniva suddiviso astronomicamente in due periodi: estate e inverno. Secondo Esiodo, l'agricoltore dovrebbe iniziare la raccolta al sorgere delle Pleiadi e l'aratura al tramonto. L'utilizzo delle Pleiadi per determinare il calendario era una buona idea perché, a differenza degli equinozi di primavera e di autunno, il loro sorgere e tramontare potevano non solo essere calcolati, ma anche facilmente osservati. Le due date più importanti dell'orbita delle Pleiadi, il tramonto anticipato e l'alba tardiva, erano incluse anche nel calendario cristiano bizantino come giorno di San Giorgio (23 aprile) e giorno di San Demetrio (26 ottobre), dove continuavano a svolgere la stessa funzione di dividere l'anno. Per gli antichi turchi dell'Asia centrale, l'osservazione delle Pleiadi svolgeva un ruolo essenziale anche nel regolare adattamento del calendario lunare all'anno solare. Secondo Louis Bazin, entrambe le date, Kasım e Hıdrellez, risalgono all'antico calendario turco delle Pleiadi, che in seguito si fuse con la tradizione greco-cristiana di suddivisione dell'anno tra i turchi anatolici.

### Durata
Il giorno di Hıdrellez vero e proprio è il 6 maggio, mentre la notte precedente è la Notte di Hıdrellez. In Kosovo, le celebrazioni iniziano la mattina del 5 maggio. In Dobrugia, alcuni atti non vengono eseguiti fino al venerdì successivo alla festa, chiamato Hıdırlez Cuması o Tepreš. Tuttavia, i preparativi interni per la festa iniziano molto tempo prima (un mese in Kosovo). Vengono messi da parte i soldi per le spese necessarie.

## Rappresentazioni

### Incontro tra Chidr ed Elia

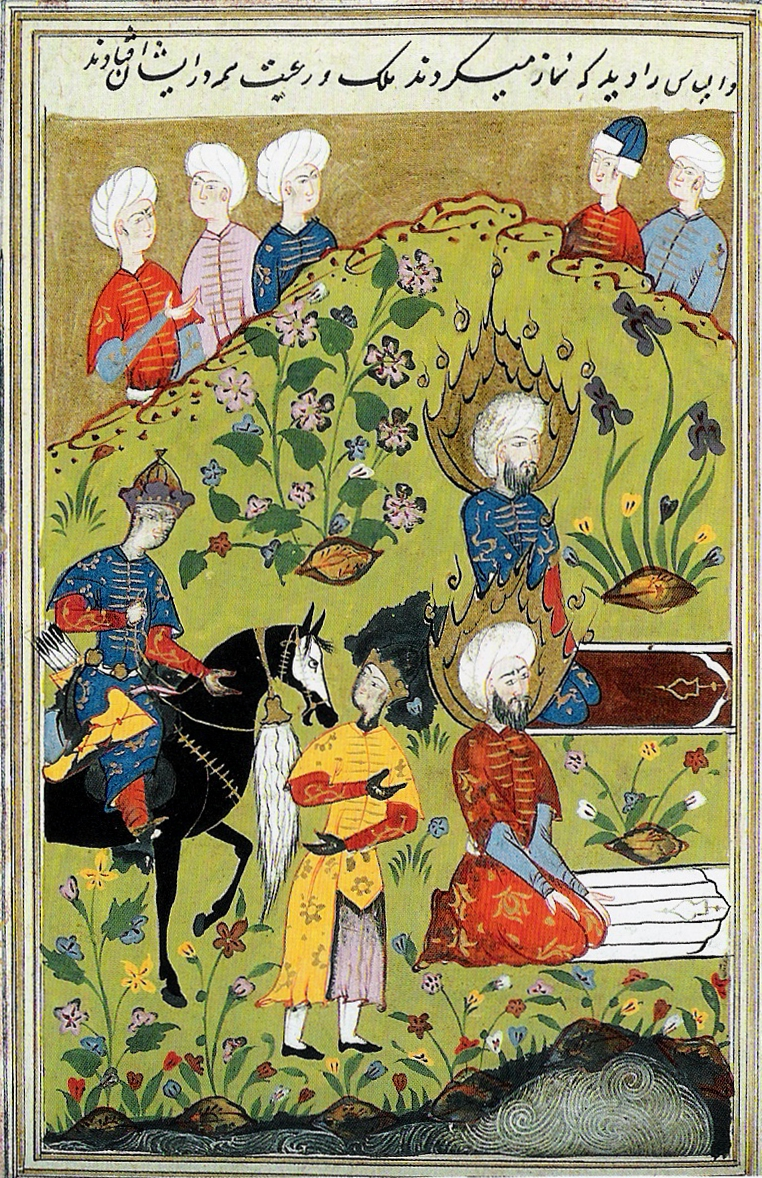
Una miniatura persiana di Kısas-ı Enbiya raffigurante Hızır ed Elia che pregano alla Mecca, 1036 (427 dell'Egira)

La festa si basa generalmente sull'idea che Chidr ed Elia si incontrino ogni anno nella notte di Hıdrellez. Si ritiene che il luogo in cui le due figure si incontrano sia un cespuglio di rose. Per salvaguardare la propria salute, la notte di Hıdrellez, prima dell'alba, si dovrebbe legare a un ramo di rosa uno dei propri effetti personali o un pezzo di capelli della testa o della barba attaccato a un pezzo di stoffa, recitando allo stesso tempo una formula di preghiera. Nella zona di Bursa, ogni membro della famiglia segna il proprio denaro, lo mette in un sacchetto e lo appende a un rosaio o lo mette alla sua radice quella notte. Il giorno seguente, ognuno prende il proprio denaro dal sacchetto e lo rimette nel proprio portafoglio. Chi partecipa a questa usanza non dovrebbe mai trovarsi in difficoltà finanziarie nella propria vita.
Secondo un'altra tradizione, l'incontro tra Khidr ed Elia si svolgerebbe da qualche parte sulla costa, dove si incontrano il mare e la terraferma. Yaşar Kemal, che ha creato un monumento letterario a questa festa nel suo romanzo del 1971 Bin Boğalar Efsanesi, traccia un quadro delle idee che circondano la Notte di Hidrellez:
- Yaşar Kemal»

### Hidrellez come festa del Chidr
Sebbene Hıdrellez sia in realtà composto da due nomi, quasi tutte le credenze associate a questa festa si riferiscono esclusivamente a Chidr, che si dice elargisca salvezza e benedizioni nei luoghi che attraversa la notte di Hıdrellez. Secondo una credenza diffusa, egli visita anche le case delle persone durante Hıdrellez. Per questo motivo, le persone cercano di utilizzare vari metodi per fargli benedire il cibo, le bevande, gli oggetti e i beni presenti nelle loro case. Ad esempio, i contenitori con il cibo, i magazzini e le borse vengono lasciati aperti. La casa e il giardino vengono puliti a fondo perché si ritiene che Chidr non visiti le case sporche. In alcune zone, le case vengono addirittura imbiancate dappertutto. Anche i vestiti devono essere puliti e in ordine. I padri di famiglia sono soliti comprare a mogli e figli vestiti e scarpe nuove per la festa di Hıdrellez.
Dopo i giorni di Hıdrellez, di solito si sentono storie su Chidr che visita questa o quella casa o che compie certi miracoli. Di solito, alcune persone rimangono sveglie fino al mattino della notte di Hıdrellez nella speranza di incontrare Chidr e ricevere le sue benedizioni, e fanno passeggiate nei campi e nei prati o trascorrono il tempo in preghiera e devozione.
Nell'Impero ottomano, la festa di Hıdrellez era solitamente chiamata semplicemente Rūz-i Ḫızır (Giorno di Chidr). Il sufi ottomano İsmail Hakkı Bursevî (morto nel 1725) collega esplicitamente questa festa al potere vegetativo di al-Chidr. In una delle sue opere scrive:
- İsmail Hakkı Bursevî: Silsile-i ṭarīqat-i Celvetiyye.»

## Usanze e costumi

### Feste e celebrazioni

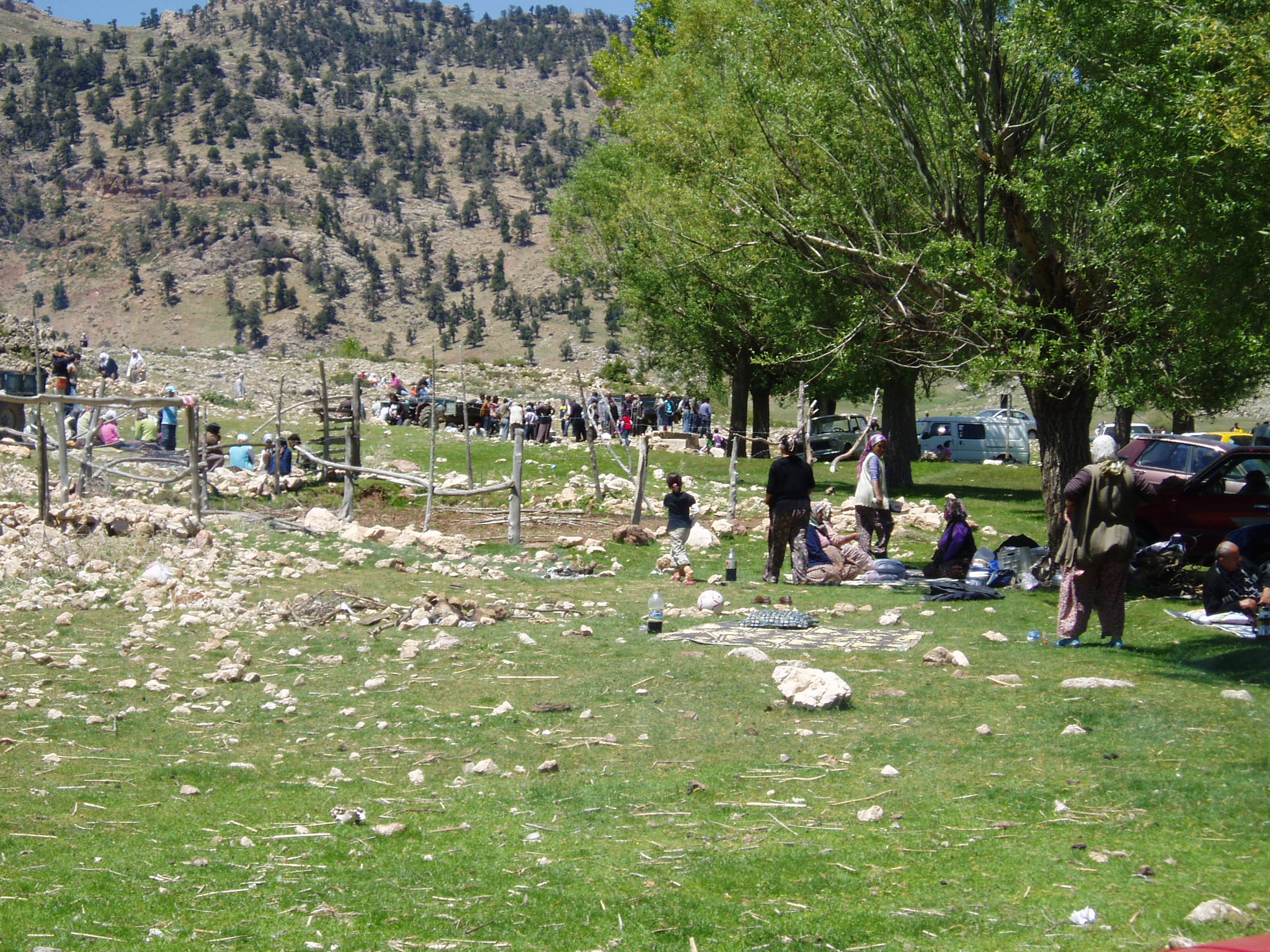
Festeggiamenti dell'Hıdrellez all'aperto presso Elmalı (Antalya)

In molte zone dell'Anatolia è consuetudine macellare un agnello per la festa di Hıdrellez e preparare un banchetto per la famiglia e gli amici. Di solito, una parte del cibo viene inviata anche alle famiglie dei poveri. Gli aleviti anatolici organizzano un semah nel giorno di Hıdrellez. Le persone visitano le tombe dei loro parenti e portano cibo per i loro "spiriti" (ruhlar). Diversi poeti bektashi hanno scritto poesie speciali per il giorno di Hıdrellez.

### Usanze per l'esaudimento dei desideri
Il giorno di Hıdrellez si fanno molte suppliche, perché si crede che le preghiere fatte in questo giorno vengano sempre esaudite. Chi esprime un desiderio va in giardino la notte di Hıdrellez e compie una magia imitativa: se desidera una casa, costruisce un modello di casa, se desidera un campo o un giardino, lavora il terreno in un punto, vi mette del verde e crea così un modello di giardino. Se desiderano denaro, tagliano piccoli pezzi di carta rotondi e li mettono in un sacchetto. Usano questi simboli per comunicare i loro desideri a Chidr.
Affinché i desideri espressi si realizzino, si fa l'elemosina e si fanno dei voti (in turco adak). Questi voti devono essere fatti "al Chidr" (in turco Hızır hakkı için). In diverse zone dell'Anatolia, la gente era solita inviare i propri desideri al Chidr attraverso l'acqua. Ognuno scrive su un foglio di carta le cose che vuole o desidera realizzare nella propria vita. Poi lo gettano in un ruscello, nel mare o in un fiume, a seconda del luogo in cui si trovano. In alcune zone costiere, le persone escono addirittura in mare con le barche e spargono i foglietti sulle onde, in modo da farli arrivare più velocemente al Chidr, che si ritiene faccia avverare i desideri.

### Usanze oracolari
Nei dintorni di Balıkesir, Bursa e Bergama, la mattina di Hıdrellez si prepara un impasto con il succo di bacche acerbe e lo si divide in due panetti, uno chiamato "pasta sì" (in turco Var Hamuru) e l'altro "pasta no" (in turco Yok Hamuru). Si osserva poi quale dei due panetti lievita più velocemente e si decide se fare o meno determinati acquisti quell'anno. È comune anche l'oracolo della cipolla, in cui due gambi di cipolla vengono etichettati con delle corde alla vigilia del giorno di Hıdrellez e al mattino si osserva quale dei due gambi è cresciuto di più. Di conseguenza, si dice che l'anno è buono o cattivo. Un'usanza oracolare chiamata “Martifal” è diffusa in quasi tutta l'Anatolia e tra i turchi della Macedonia settentrionale e del Kosovo. Il pomeriggio del 5 maggio, le ragazze portano un grande vaso di porta in porta e chiedono alle donne di mettere uno dei loro oggetti (anello, orecchino, ecc.) nel vaso e di pensare a un desiderio. In seguito, il vaso viene riempito d'acqua. In alcune regioni si mettono anche dei fiori o delle erbe nel vaso o, dopo averlo coperto con un panno, lo si pone sopra di esso. Infine, il vaso viene posto sotto un cespuglio di rose. Si ritiene che Chidr passi di notte e risponda ai desideri. La mattina di Hıdrellez, le donne si riuniscono in una casa e portano il bricco. Bevono latte o caffellatte e mettono una bambina accanto al pentolone. Poi vengono fatte delle suppliche a Chidr. Mentre la bambina inizia a estrarre i singoli elementi dalla pentola, le donne presenti recitano poesie mâni. Il mâni che viene recitato quando un particolare oggetto viene estratto viene utilizzato per interpretare il futuro destino della donna a cui l'oggetto appartiene. La procedura continua finché la ragazza non ha estratto tutti gli oggetti dal vaso. Tutte queste usanze oracolari si basano sull'idea che la notte di Hıdrellez e la mattina di Hıdrellez siano un momento sacro che, quando si eseguono determinati rituali, permette di ricevere da Chidr, considerato onnisciente, una risposta alle domande sul proprio futuro.

### Erbe magiche
In Kosovo, la sera del 5 maggio si tagliano ramoscelli freschi dagli alberi e poi si va a prendere l'acqua da una sorgente con dei bollitori. Il giorno seguente, i ramoscelli freschi vengono fatti bollire nell'acqua della sorgente al mattino. I bambini vengono poi lavati con quest'acqua. Nell'Anatolia occidentale, i fiori di campo raccolti nel giorno di Hıdrellez, che vengono poi infusi, sono considerati una cura per ogni tipo di malattia. Se un po' di quest'acqua viene applicata sugli occhi prima dell'alba per quaranta giorni, si dice che doni giovinezza, bellezza e lunga vita. I biscotti cucinati con le erbe raccolte in questo giorno sono considerati un rimedio per ogni tipo di dolore.  In altre zone, le persone raccolgono diversi tipi di erbe, le legano al tessuto di un capo di abbigliamento già indossato e lo inchiodano alla parete interna della propria stufa o del proprio camino. Allo stesso modo, lo yogurt preparato nella notte di Hıdrellez con latte appena munto e caglio è considerato particolarmente salutare e viene spesso utilizzato come base per la produzione di altro yogurt.

### Vegetazione e fertilità
Poiché si ritiene generalmente che la notte di Hıdrellez il potere benedicente di Chidr permei l'intero mondo vegetale, i festeggiamenti del giorno successivo si svolgono all'aperto sotto gli alberi e negli spazi verdi. Vengono organizzati anche diversi giochi all'aria aperta. Coppie, amici e parenti si incontrano e si divertono insieme. Questi divertimenti, chiamati eğlence, svolgono un ruolo importante nel giorno di Hıdrellez e sono molto antichi: sono citati in una fatwa dello Sheikh ul-Islam Mehmed Ebussuud Efendi (morto nel 1572) già nel XVI secolo. Un rito di hıdrellez molto diffuso nell'Anatolia occidentale consiste nello sdraiarsi sui prati e nel rotolarsi su di essi.
In Anatolia c'è anche l'usanza che il capofamiglia maschio conduca un vitello intorno alla dispensa la mattina presto nel giorno di Hıdrellez e poi gli dia del pane da mangiare. Una volta completato il rituale, si dice che l'anno in questione porti benedizioni. In questo caso, il vitello è l'incarnazione dello spirito del grano.

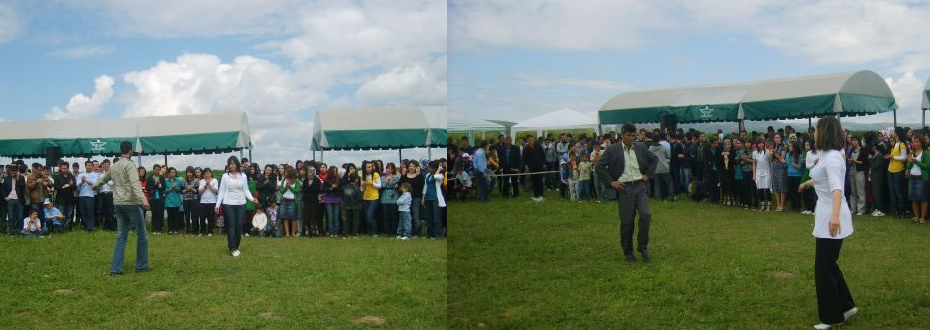
Festa dell'Hıdrellez a Tuğcu presso Sungurlu

Anche il rapporto tra i sessi gioca un certo ruolo nelle usanze della festa di Hıdrellez. Poiché le sue celebrazioni sono tradizionalmente considerate la migliore occasione per avviare fidanzamenti e matrimoni, vi partecipano soprattutto giovani uomini e donne. Nel quartiere di Yozgat, dove Hıdrellez è chiamata Eğrice, i giovani inviano alle loro fidanzate vestiti, cibo e un agnello decorato chiamato Eğricelik in questo giorno.  Una leggenda registrata a Halkalı dà a questo evento uno sfondo mitico. Secondo questa leggenda, i due personaggi da cui prende il nome la festa erano anche amanti: Hıdr un giovane ed Ellez una ragazza. I due non riuscirono a stare insieme a lungo, finché non si incontrarono finalmente la notte del 5 maggio. Morirono poi per la gioia della loro unione.

### Usanze per la salvaguardia della salute
Secondo una credenza diffusa a Bergama, chi entra in acqua la notte di Hıdrellez ottiene l'immunità contro le malattie, poiché le acque sono sacre in quella notte. Nella zona di Samsun, le persone si recano in spiaggia la mattina di Hıdrellez e riempiono un contenitore con acqua di mare. Quest'acqua viene poi spruzzata all'interno delle case per benedirle.
Un'altra usanza diffusa nel giorno di Hıdrellez è quella di saltare sul fuoco di Hıdrellez, in cui vengono bruciati i rifiuti domestici ingombranti e il sottobosco. Come protezione contro il malocchio e per mantenere la salute, le persone saltano più volte su questo fuoco e recitano alcune poesie e preghiere Tekerleme. Anche i malati partecipano a questo rito, sebbene siano assistiti. In alcuni luoghi, le ceneri vengono poi raccolte e spalmate sul viso. A differenza di molte altre usanze Hıdrellez, questa usanza non ha alcun legame con la figura del Chidr. Il giorno di Hıdrellez ci si dondola spesso. Si dice che chi non lo fa soffra di mal di schiena.